# Zdenko Runjić
Zdenko Runjić (Garčin, 26. listopada 1942. – Krapinske Toplice, 27. listopada 2004.) bio je jedan od najznačajnijih hrvatskih skladatelja zabavne glazbe 20. stoljeća.

## Životopis
Runjići su iz Labina u kaštelanskoj Zagori, no zbog ratnih okolnosti i opće gladi na jugu, njegova se majka sklanja u istočnu panonsku Hrvatsku, gdje se rodio Zdenko. Po završetku rata 1945. obitelj se vraća u Split, gdje Runjić završava osnovnu i srednju tehničku školu. Na Elektrotehničkom fakultetu u Splitu 1967. godine diplomirao je elektroniku. Službeno ne posjeduje glazbeno obrazovanje.
Od 1960. do 1976. godine, te od 1979. do 1992. godine bio je glazbeni urednik Radio Splita, od 1970. do 1974. godine bio je direktor nakladničke kuće MEI-INTERFEST (koja je publicirala ploče Splitskog festivala), a od 1988. do 1992. bio je umjetnički direktor Festivala zabavne glazbe u Splitu. Od 1993. osniva i vlastiti glazbeni festival Melodije hrvatskog Jadrana, smotru naših najvećih hitova, koja se 2003. ponovno vraća na matičnu splitsko-festivalsku pozornicu na Prokurativama, pod okrilje Splitskog festivala, čiji je Runjić direktor sljedeće dvije godine. Njegove melodije svih ovih godina pjevao je mali, ali odabrani krug samo velikih pjevača. Najznačajniji su: Oliver Dragojević, Tereza Kesovija, Mišo Kovač, Josipa Lisac, Ibrica Jusić, Goran Karan, Meri Cetinić, Novi fosili, Magazin, Doris Dragović, Jasna Zlokić i drugi. Najveću suradnju ostvario je s Oliverom Dragojevićem za kojega je napisao nešto manje od 200 pjesama, dok ih je ukupno napisao oko 700.
Runjićeva pjesma "Galeb i ja" smatra se jednom od najljepših pjesama uopće kod nas, a njegova "Skalinada" postala je neslužbena himna grada Splita i cijele Dalmacije.
Zdenko Runjić je bio i uspješan poduzetnik, a njegova izdavačka kuća "Skalinada" vrlo je brzo postala zapažena nakladnička kuća u Hrvatskoj, koja je osim festivalskih nosača zvuka "Melodija Jadrana" publicirala i "Tonikine" izvođače Tončija Huljića.
Otac je Borisa, Ane i Ivane Runjić.
Svekar je hrvatske književnice Milane Vuković Runjić.

## Smrt
Dana 27. listopada 2004. Runjić je umro od moždanog udara dok se oporavljao od posljedica srčanog udara u Krapinskim Toplicama. Iza njega je ostao veliki opus pjesama, koje njegova kći Ivana Runjić redovito predstavlja publici u sklopu "Runjićevih večeri" u Splitu, često u novim i zanimljivim izvedbama i aranžmanima.

## Popularne pjesme
"A vitar puše" • "Bijeli Božić" • "Bila si daleko" • "Cvit Mediterana" • "Ča je život vengo fantažija" • "Ćale moj" • "Četiri stađuna" • "Diridonda" • "Galeb i ja" • "Kada zaspu anđeli" • "Karoca" • "Ključ života" • "Konobo moja" • "Lipa si, lipa" • "Ljubav je tvoja kao vino" • "Majko da li znaš" • "Malinkonija" • "Manuela" • "Mirno spavaj, ružo moja" • "Molitva za Magdalenu" • "Nadalina" • "Našoj ljubavi je kraj" • "Nedostaješ mi ti" • "Nježne strune mandoline" • "Oprosti mi pape" • "Pismo ćali" • "Piva klapa ispo’ volta" • "Prozor kraj đardina" • "Samo moru virujen" • "Skalinada" • "Sunčane fontane" • "Svirajte noćas za moju dušu" • "Svoju zvizdu slidin" • "U prolazu" • "Vjeruj u ljubav" • "Zbogom ostaj ljubavi" • "Žuto lišće ljubavi", Potraži me u predgrađu

## Nagrade i priznanja (izbor)
Zdenko Runjić dobitnik je mnogobrojnih priznanja. Samo tijekom suradnje s Oliverom Dragojevićem na festivalu Split osvojio je 23 prve nagrade, od kojih 12 nagrada publike, te 11 nagrada stručnoga ocjenjivačkoga suda. 
- 1967. – Zlatno sidro
- 1984. – Nagrada grada Splita
- 1985. – Estradna nagrada
- 1995. – Red Danice hrvatske s likom Marka Marulića
- 1998. – diskografska nagrada Porin za životno djelo[1]
- 2001. – Nagrada grada Splita
- 2001. – Nagrada HDS-a[2]

## Vanjske poveznice
- Hrvatsko društvo skladatelja: Runjić, Zdenko (životopis)
- www.porin.info – Zdenko Runjić (životopis)  Arhivirana inačica izvorne stranice od 6. prosinca 2013. (Wayback Machine)
- HDS ZAMP – Zdenko Runjić (popis djela)
- Diskografija.com: Zdenko Runjić
- Globus – Ivana Runjić: Moj tata Zdenko Runjić  Arhivirana inačica izvorne stranice od 8. rujna 2014. (Wayback Machine)